# Thyreus praestans
Thyreus praestans är en biart som beskrevs av Maurits Anne Lieftinck 1962. Thyreus praestans ingår i släktet Thyreus och familjen långtungebin. Inga underarter finns listade i Catalogue of Life.